# Furcula persica
Furcula persica är en fjärilsart som beskrevs av M.Gaede 1933. Furcula persica ingår i släktet Furcula och familjen tandspinnare. Inga underarter finns listade i Catalogue of Life.